# Полівка пронизанолиста
Полівка пронизанолиста (Myagrum perfoliatum) — вид квіткових рослин родини капустяних (Brassicaceae).

## Біоморфологічна характеристика
Це однорічна рослина 20–60 см, гола, сиза, розгалужується вище середини в нещільне суцвіття з досить жорсткими гілками. Листки виїмчасто-зубчасті або майже цілокраї, нижні — довгасті, звужені в ніжку, інші — ланцетні, сидячі, зі стрілоподібною основою. Пелюстки блідо-жовті, подовжені, 4–5 мм завдовжки. Стручечки зворотно-грушоподібні, на верхівці з 2 здутими порожніми гніздами, нижче яких є плодове гніздо з 1 насінням. 2n = 14.

## Поширення
Росте в Європі й Західній Азії, від Іспанії до Ірану; інтродукований у США, Алжир, на північ Європи, в Австралію, Японію. Населяє узбіччя та оброблені землі.
В Україні росте на сміттєвих місцях, узбіччях доріг, у садах — у Донецькому Лісостепу, Степу та Криму.